# Bochot
Bochot (bułg. Бохот) – wieś w Bułgarii, w obwodzie Plewen, w gminie Plewen. Według danych szacunkowych Ujednoliconego Systemu Ewidencji Ludności oraz Usług Administracyjnych dla Ludności, 15 czerwca 2020 roku miejscowość liczyła 936 mieszkańców.